# تری اسکوفیلد
تری اسکوفیلد (انگلیسی: Terry Schofield؛ زادهٔ ۱۶ ژوئن ۱۹۴۸) بازیکن بسکتبال اهل ایالات متحده آمریکا است.
از باشگاه‌هایی که در آن بازی کرده‌است می‌توان به تیم بسکتبال یوسی‌ال‌ای بروینز اشاره کرد.